# Comitato dei cittadini per i diritti umani
Il Comitato dei cittadini per i diritti umani (CCDU) Onlus è un'organizzazione non profit fondata da Thomas Szasz, professore di psichiatria all'università di stato di New York. Questa organizzazione si prefigge di vigilare su quelli che definisce gli abusi della psichiatria.
Nasce in Italia nel 1974 e ottiene lo status giuridico di Onlus nel 2004.

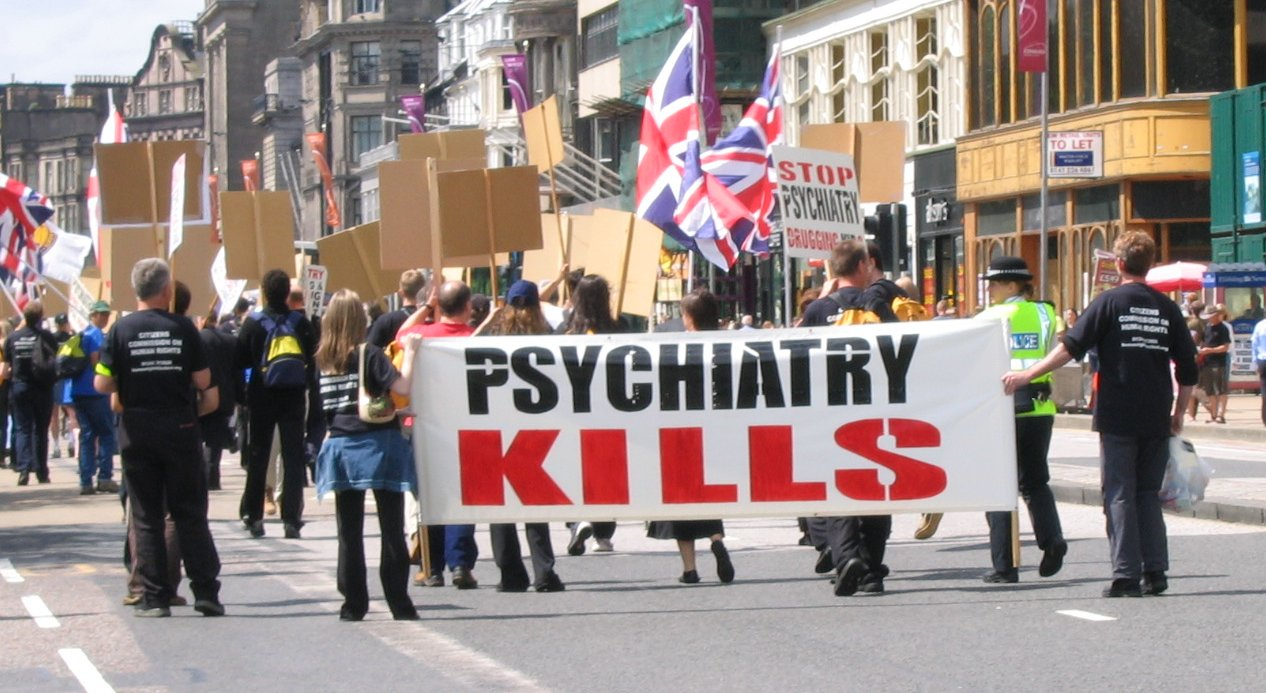
Corteo anti-psichiatrico ad Edimburgo, Scozia

Il CCDU è l'omologo italiano del CCHR (Citizen Commission on Human Rights), organismo statunitense fondato nel 1969, anch'esso, dalla Chiesa di Scientology e da Szasz e al quale, il CCDU, dichiara di essere solo ideologicamente legato. Anche rispetto alla Chiesa di Scientology il CCDU si dichiara indipendente.
Il rapporto tra Szasz con Scientology è stato per certi aspetti contestato in virtù di una sorta di legittimazione che lo psichiatra ha fornito al movimento scientologico, tuttavia Szasz dal suo sito precisa che non esiste alcun rapporto privilegiato tra lui, la sua azione e Scientology, ma che più semplicemente la sua battaglia è aperta a chiunque ne voglia condividere gli scopi, siano essi "ebrei, cristiani, musulmani o di qualunque altra religione".
Sebbene sia stato fondato da Scientology, il CCDU afferma sul proprio sito di essere "un'organizzazione indipendente". Esso afferma di essere costituito da membri della Chiesa di Scientology e da molte altre persone appartenenti a diverse confessioni, fedi e culture, compresi non credenti e atei".
In molti tuttavia sottolineano i legami con Scientology e additano il CCDU come gruppo di facciata di Scientology volto a far proselitismo. Nel 2011 la Corte di cassazione in una sentenza rileva come il CCDU sia inserito organicamente in Scientology..

## Attività
Il CCDU si propone di combattere quelli che definisce "crimini della psichiatria" commessi in violazione dei diritti umani. Definisce la psichiatria come “industria di morte” e si propone di sensibilizzare l'opinione pubblica con opuscoli, filmati, conferenze ed incontri.
Ritiene che la psichiatria abbia "letteralmente permeato ogni settore della vita con i suoi criteri inventati".
Il CCDU dichiara sul proprio sito di essere dotato di un comitato scientifico (Commissioner), non enunciandone però la composizione numerica e/o qualitativa.
Il CCDU è stato il primo promotore della campagna Perché non accada. La presenza del CCDU in tale campagna (alla quale hanno aderito anche altre associazioni), patrocinata da diversi enti pubblici e privati, ha sollevato molte polemiche per la possibilità che Scientology possa utilizzare strumentalmente, anche se nega di volerlo fare, la campagna.
Presidente del CCDU è il dott. Roberto Cestari, scientologo. Appoggia il CCDU anche Giorgio Antonucci, psicanalista.

### Psichiatria: un viaggio senza ritorno
Fra le sue attività antipsichiatriche, il CCDU organizza, in forma itinerante, in diverse città d'Italia, una mostra multimediale intitolata "Psichiatria: un viaggio senza ritorno". La mostra si concreta in un percorso (la cui durata è circa di un'ora e mezza) che attraverso una serie di video, di produzione statunitense, adduce le responsabilità della "setta" psichiatrica nella storia. Secondo il Ccdu le scelte di genocidio operate dal nazismo sono da attribuire al lavoro degli psichiatri dell'epoca; così anche gli psichiatri vengono indicati come responsabili della morte di personaggi quali Ernest Hemingway, Billie Holiday, Kurt Cobain.
La mostra è stata criticata sotto diversi aspetti:
- la mostra fa un uso strumentale di dolorose vicende per portare un attacco indiscriminato contro la psichiatria e la psicologia, nell'ottica dell'ideologia di Scientology.
- un espediente ampiamente impiegato è quello della indebita generalizzazione.

In base all'opuscolo distribuito durante la mostra, secondo il CCDU, il nazismo, la guerra nella ex Jugoslavia, il terrorismo islamico sarebbero da imputare a psicologi e psichiatri
Nel settembre del 2010, in occasione della messa in opera della mostra a Firenze, l'iniziativa è stata contesta dal coordinamento delle associazioni fiorentine per la salute mentale.

## La posizione antipsichiatrica e i legami con Scientology
Il legame con Scientology appare prima di tutto ideologico, tanto che lo stesso sito ufficiale del CCDU enuncia la posizione di Scientology rispetto alla psichiatria e non la propria.
Il CCDU e Scientology hanno una posizione radicalmente ostile verso la psichiatria. Le radici di tale posizione si rinvengono nelle stesse parole di L. Ron Hubbard (fondatore di Dianetics e Scientology), che in un suo famoso discorso del 1969 definiva gli psichiatri come “pazzi” che avrebbero deciso di annientare Scientology poiché questa, a suo dire, aveva impedito, sul finire degli anni cinquanta, l'approvazione di una legge, da parte del Congresso degli Stati Uniti d'America.
La legge cui si riferisce Hubbard è l'Alaska Mental Health Enabling Act, legge destinata a migliorare il sistema di tutela per la salute mentale nello Stato dell'Alaska che non fu affatto fermata ma che fu approvata dal Congresso degli Stati Uniti d'America.
Nello stesso scritto Hubbard affermava:
Si tratta in definitiva di concepire gli psichiatri come facenti parte di un complotto mondiale il cui intento è quello di conquistare il mondo stesso; lo psicofarmaco è il mezzo, secondo gli Scientologist, che gli psichiatri utilizzano per perseguire tale obiettivo.
In realtà l'astio di Hubbard verso la psichiatria ha origine nel fatto che, già poco dopo il suo esordio, Dianetics fu fortemente criticata dalla comunità scientifica e gli stessi medici che vi avevano in un primo tempo aderito se ne distaccarono.

Astio che è molto presente e parossistico negli scritti di Hubbard: 
Estorsioni, lesioni personali gravi e omicidio sono i crimini giornalmente commessi da questi uomini in nome della "pratica" e delle "cure". Non c'è alcun psichiatra vivente, il quale, alla luce della legge penale, non possa essere citato in giudizio e condannato per estorsione, lesioni gravi e omicidio. I nostri schedari sono pieni di prove su di loro."»
Esiste poi un legame organizzativo tra il CCDU e la Chiesa di Scientology: il CCDU figura infatti nell'Organigramma ufficiale della Chiesa di Scientology, Divisione Esecutiva, Dipartimento 20, Ufficio degli Affari Speciali (OSA) il cui scopo dichiarato e "prodotto finale" è: "Accettazione di Scientology".
Il legame strutturale emerge, tra l'altro, nelle pagine del sito ufficiale di Scientology, dove tra le chiese e le organizzazioni affiliate viene annoverato anche il CCDU.

### L'IAS ed il CCDU
A rimarcare il legami organico tra CCDU e Scientology è la circostanza che il CCDU è finanziato dall'International Association of Scientologists (IAS) il cui scopo è favorire e diffondere la religione di Scientology e gli insegnamenti di Ron Hubbard. Non è però dato conoscere l'entità di tali finanziamenti, poiché il CCDU non pubblica i bilanci relativi alla propria attività.
Tale rapporto (espresso dalla pubblicazioni dell'IAS come rapporto di patrocinio) fa emergere un legame strumentale tra IAS e CCDU, laddove l'IAS ritiene che il CCDU sia strumento per il perseguimento dei fini sociali. Si legge nelle pubblicazioni dell'IAS: "L'iniziativa patrocinata dalla IAS che ha ottenuto l'effetto più eclatante è stata la pubblicazione e la distribuzione degli opuscoli del Comitato dei Cittadini per i Diritti dell'Uomo [...] in tutto il mondo, nazione dopo nazione, le attività patrocinate dalla IAS stanno creando espansione e pace per Scientology"
Come si raggiunge l'espansione e la pace per Scientology viene spiegato in altre pubblicazioni dove vengono riprese le parole di Hubbard: con la Rimozione dei Dati Falsi, si potrebbe anche redimere uno psicologo o uno psichiatra, anche se questo sarebbe reso difficile dal fatto che ottengono tutto il proprio potere e il proprio denaro dallo stato, il quale potrebbe avere degli scopi del tutto diversi per loro. Il mondo gira, le cose cambiano. E forse verrà il giorno in cui i cani rabbiosi del mondo non saranno affidati ad altri cani rabbiosi. Ma ciò avverrà nella misura in cui porterete avanti con successo Dianetics e Scientology.

## Critiche
Le critiche più diffuse al CCDU nascono dalle evidenze negate. Il CCDU afferma di essere indipendente da Scientology, ma compare all'interno dell'organigramma della chiesa, tanto da fare additare il CCDU come gruppo di facciata della Chiesa di Scientology il cui scopo è quello di far proselitismo. Tutti i recapiti telefonici del CCDU coincidono con quelli della Chiesa di Scientology, e gli uffici del CCDU sono all'interno dei locali della Chiesa in pressoché tutte le città ove Scientology è presente. Le attività italiane del CCDU sono coordinate dal punto di vista esecutivo da un membro dell'Organizzazione del Mare, il corpo d'élite di Scientology, nella fattispecie l'addetto alle campagne di riforma sociale. A dirigere gli uffici locali dei comitati del CCDU è sempre un elemento parte dello staff di Scientology. A questo va aggiunta la circostanza che l'IAS (associazione di Scientologist) finanzia le attività del CCDU.
Ulteriori critiche vengono mosse in ragione della estremizzazione della posizione contro la psichiatria e gli psicofarmaci, poiché il CCDU non si pone solo in una posizione di farmacovigilanza o di mera sensibilizzazione verso gli abusi, ma nega l'utilità delle molecole psicoattive tout court.
Queste critiche hanno avuto anche conseguenze sull'attività e credibilità del CCDU: le associazioni di ex internati francesi (Folli Ribelli) e italiani (Nopazzia) hanno preso le distanze definendo le posizioni scientologiche e del CCDU come operazioni volte a sostituire un male (lo psicofarmaco) con un altro male (le procedure descritte in Dianetics) senza, tra l'altro, averne mai provato la validità.
L'appartenenza di Roberto Cestari al CCDU e la promozione della campagna Perché non accada sono inoltre alla base delle sue dimissioni dal comitato scientifico della Campagna di farmacovigilanza pediatrica Giù le mani dai bambini, prima che fosse esaminata la richiesta della sua espulsione.
Al CCDU il comitato etico di Giù le Mani dai Bambini ha espressamente negato ogni tipo di collaborazione. Le motivazioni del diniego sono da ricercare nella richiesta del comitato etico di Giù le mani dai bambini rivolta al CCDU ed alla Chiesa di Scientology di sottoscrivere un accordo nel quale la Chiesa di Scientology si impegnava a non utilizzare l'adesione del CCDU al progetto di Giù le Mani dai Bambini per svolgere propaganda religiosa diretta od indiretta. Scientology si è rifiutata di sottoscrivere tale accordo.
Infine le critiche si concentrano sulla attendibilità delle fonti (non sempre citate) e delle informazioni fornite dal CCDU. Quello che sembra un grave refuso e pur tuttavia ripetuto in più documenti, è il dato relativo all'ADHD.

Il sito del CCDU riporta, in riferimento alla situazione italiana relativa all'ADHD, un dato falso, afferma infatti che "In Italia la percentuale di minori italiani che soffrirebbero di iperattività e deficit di attenzione secondo le associazioni scientifiche di impostazione più organicista, sarebbe dal 4% al 20%. - fonte: Società Italiana di Neuropsichiatria Infantile, Kataweb -."

Tuttavia la stessa fonte citata riporta un dato molto diverso: "Nel nostro paese la prevalenza del disturbo è stimata tra il 2-4% della popolazione in età scolare; quella delle forme particolarmente gravi (Disturbo Ipercinetico della classificazione ICD-X dell'OMS) è stimata nell'1% della popolazione in età scolare." Tale dato verrà successivamente corretto.